# Maurizio Trombetta
Maurizio Trombetta (Údine, 29 de Setembro de 1962) é um ex-futebolista e atualmente treinador de futebol italiano. 